# Limnephilus ademiensis
Limnephilus ademiensis är en nattsländeart som beskrevs av Martynov 1914. Limnephilus ademiensis ingår i släktet Limnephilus och familjen husmasknattsländor. Inga underarter finns listade i Catalogue of Life.